# Scaphinotus parisianus
Scaphinotus parisianus is een keversoort uit de familie van de loopkevers (Carabidae). De wetenschappelijke naam van de soort is voor het eerst geldig gepubliceerd in 1988 door Allen & Carlton.